# Angelo Gino Agnese
Angelo Gino Agnese (Genova, 20 maggio 1940 – Genova, 20 ottobre 2001) è stato un anarchico, attivista e fisico italiano, noto per il suo impegno nel movimento anarchico e per la sua partecipazione a numerose iniziative politiche e culturali.
Il suo lavoro e la sua dedizione sono stati fondamentali per la rivitalizzazione del movimento anarchico in Italia negli anni '60 e '70.

## Biografia
Angelo Gino Agnese nacque a Genova il 20 maggio 1940. Fin da giovane si avvicinò agli ideali anarchici, dopo aver partecipato a una conferenza di **A. Borghi** alla fine degli anni '50. La sua adesione al movimento anarchico lo portò a entrare in contatto con diverse organizzazioni e a sviluppare un forte impegno sia teorico che pratico.
Nel 1968, Agnese fu uno dei promotori del **Gruppo Anarchico Riunito (GAR)** di **Genova**, un'aggregazione di militanti che si distingue per il suo spirito rivoluzionario e la sua attenzione alle tematiche sociali. Successivamente, Agnese partecipò anche alla fondazione della **Gioventù Anarchica Genovese** e del **Circolo Anarchico Armando Borghi**.
Nel corso degli anni, Agnese si distinse per la sua attività dentro il movimento anarchico, che cercava di rinnovarsi e di adattarsi ai tempi. Contribuì alla diffusione delle idee libertarie in diversi ambiti sociali, collaborando attivamente con la rivista **"A"** e con il **Comitato "Spagna Libertaria"**, un'iniziativa che si impegnava nella difesa della memoria storica della guerra civile spagnola e delle sue implicazioni politiche.
Negli anni '70 e '80, Agnese fu anche uno dei principali promotori del **Circolo Ferrer di Marassi**, contribuendo alla creazione della **Biblioteca Ferrer**, un punto di riferimento per gli anarchici genovesi e per tutti coloro che si opponevano alle ingiustizie sociali e politiche.
Carriera accademica Oltre al suo impegno politico, Angelo Gino Agnese fu anche un noto **docente universitario** di fisica presso l'**Università di Genova**. Insegno per molti anni, contribuendo alla formazione di numerosi studenti e alla ricerca scientifica nel campo della fisica teorica. La sua carriera accademica si distinse per la sua capacità di combinare rigore scientifico e una visione critica della società, riflettendo i suoi ideali libertari anche nel suo lavoro professionale. Nel contesto universitario, Agnese si fece conoscere per le sue posizioni anticonformiste, sostenendo una didattica aperta al dialogo e alla critica sociale. La sua ricerca era sempre indirizzata verso la promozione di un pensiero libero e indipendente, lontano dagli schemi imposti dal sistema accademico tradizionale.

## Contributi scientifici
Angelo Gino Agnese ha sviluppato, insieme a Roberto Festa, un modello teorico sull’ipotesi di una discretizzazione dello spaziotempo su scala cosmologica. Il loro lavoro, pubblicato nel 1997 sulla rivista Physics Letters A, esplora l’idea che lo spaziotempo non sia un continuo, ma costituito da elementi discreti, similmente ai reticoli usati nella teoria dei campi.
Nel contesto di questo modello, gli autori introducono una costante adimensionale gravitazionale, indicata come \(\alpha_g\), che rappresenta il rapporto tra la velocità tangenziale dell'orbita fondamentale e la velocità della luce, con un valore stimato pari a:
{\displaystyle \alpha _{g}={\frac {v}{c}}\approx {\frac {1}{2086}}}
Tale parametro viene proposto come analogo gravitazionale della costante di struttura fine dell’elettromagnetismo, suggerendo l’esistenza di una scala discreta fondamentale nella struttura dello spaziotempo.
Queste ipotesi teoriche, se confermate, potrebbero avere implicazioni profonde sulla comprensione della gravità quantistica, dell’entropia dei buchi neri e delle condizioni iniziali dell’universo osservabile. 
Phys. Lett. A, 227:165‑171 https://doi.org/10.1016/S0375-9601(97)00007-8

## Le manifestazioni del 2001 e la morte
Nel luglio del 2001, Angelo Gino Agnese prese parte alle manifestazioni contro il **G8** a **Genova**, un evento che rappresentò uno degli episodi più significativi di contestazione sociale in Italia. Fu in quell'occasione che dimostrò ancora una volta il suo impegno politico e la sua passione per la lotta contro le disuguaglianze sociali e politiche.
Angelo Gino Agnese morì il 20 ottobre 2001, a causa di un infarto, lasciando un vuoto significativo nel movimento anarchico italiano.

## Eredità
La figura di Angelo Gino Agnese è ricordata per il suo instancabile impegno nel diffondere i principi anarchici e libertari. La sua opera e la sua dedizione hanno contribuito al rinnovamento del movimento anarchico in Italia, influenzando le generazioni successive di attivisti. La sua morte prematura segnò la fine di un'era, ma il suo pensiero e la sua azione continuano a essere un faro per chi crede nella giustizia sociale e nella libertà individuale.